# Sporidiobolus veronae
Sporidiobolus veronae är en svampart som beskrevs av Balloni, Florenz. & Mater. 1974. Sporidiobolus veronae ingår i släktet Sporidiobolus och familjen Sporidiobolaceae.   Inga underarter finns listade i Catalogue of Life.